# Feri
Feri betecknar en nyreligiös rörelse med ursprung i USA. Den växte stegvis fram under ledning av Cora och Victor Anderson fr.o.m. 1940-talet.
Den är endast en bland flera skilda former av nyhäxeri, och skall inte förväxlas med wicca, inte heller med någon av den senares grenar Radical Faeries (1979), skandinavisk Faery-wicca (1980-t) eller Kisma Stepanichs typ av Faery-wicca (1990-t).

## Historia
Victor Henry Anderson (1917-2001) skulle senare i livet hävda att han redan under sin tidiga ungdom hade blivit initierad i en grupp av människor som utövade amerikansk folkmagi, men påståendets källvärde är svårt att granska. Han gifte sig 1944 med Cora Anderson (1915-2008), som hade en bakgrund bland kristna spiritister. Under 1940- och 1950-talet intresserade sig båda för Longs böcker om den hawaiianska folkmagin huna, skotsk folklore om småfolket, Margaret Murrays teorier om en forntida fruktbarhetsreligion överlevande till tidigmodern tid som "häxkonst", och H.P. Lovecrafts skönlitteratur. Under 1960- och 1970-talet tog de elever som de undervisade i en särpräglad riktning av nyhäxeri. Denna riktning kallas bland annat för Feri.

## Världsbild och utövning
Feriutövare tänker sig att varje människa är utrustad med tre själar. Feri består numera av många riktningar, och ingen uppsättning gudomar är helt normerande för all Feri, men det är vanligt förekommande att arbeta med ett gudapar bestående av Stjärngudinnan och den blå guden. Några Feri-utövare arbetar därutövar med tre uppenbarelseformer av Gudinnan, tre uppenbarelseformer av den blå Guden, samt sex väktarandar.